# Uh… uh…
Uh… uh… (рус. Ух… ух… или Уу-уу…) — студийный альбом итальянского певца и киноактёра Адриано Челентано, выпущенный в 1982 году лейблом Clan Celentano.

## Об альбоме
Диск состоит из восьми треков. Музыка альбома представлена такими направлениями, как поп-рок, синтипоп и итало-диско. Тематика песен — любовь («Uomo»), социальные проблемы и экология («Jungla di città»), отношения отца и сына («Conto su di te»), бережное отношение к животным («Uh… uh…»).
Изначально альбом выпускался на LP, но в 1995 году он был переиздан на компакт-диске. Две композиции с альбома были изданы как сингл — «Giornata nein» и «La donna di un re».
Альбом содержит ранее не издававшиеся композиции, а также две песни, которые звучат в кинокомедии «Бинго-Бонго» с Челентано в главной роли — «Uh… uh…» (рус. У… у…) и «Jungla di città» (рус. Городские джунгли). Продюсером диска является Мики Дель Прете, многолетний друг и коллега Адриано Челентано.
Обложкой альбома послужило фото с изображением Челентано, сделанное во время съёмок фильма «Бинго-Бонго».
В 1994 году был издан ремикс на композицию «Uh… uh…», в альбоме Quel punto. Через некоторое время диджей, создавший этот трек, заявил о нарушении авторских прав, из-за чего альбом Quel punto на некоторое время был изъят из продажи.

## Список композиций
| №  | Название                                 | Автор(ы)                                  | Длительность |
| -- | ---------------------------------------- | ----------------------------------------- | ------------ |
| 1. | «Giornata nein» (Плохой день)            | Джанкарло Бигацци                         | 4:52         |
| 2. | «Niente di nuovo» (Ничего нового)        | Джанкарло Бигацци, Пинуччо Пираццоли      | 4:58         |
| 3. | «Conto su di te» (Я рассчитываю на тебя) | Джанкарло Бигацци                         | 4:16         |
| 4. | «Solo» (Один)                            | Джанкарло Бигацци                         | 4:37         |
| 5. | «Uh… uh…» (У… у…)                        | Адриано Челентано                         | 5:22         |
| 6. | «Jungla di città» (Джунгли города)       | Джанкарло Бигацци                         | 4:55         |
| 7. | «Uomo» (Человек)                         | Джанкарло Бигацци, Лучио Фаббри           | 4:26         |
| 8. | «La donna di un re» (Женщина короля)     | Алессандро Челентано, Кристиано Минеллоно | 3:36         |

## Список синглов
Сторона «А»
| №  | Название        | Автор(ы)          | Длительность |
| -- | --------------- | ----------------- | ------------ |
| 1. | «Giornata nein» | Джанкарло Бигацци | 4:40         |

Сторона «Б»
| №  | Название            | Автор(ы)                                  | Длительность |
| -- | ------------------- | ----------------------------------------- | ------------ |
| 1. | «La donna di un re» | Алессандро Челентано, Кристиано Минеллоно | 3:30         |

## Создатели альбома
| - Адриано Челентано — вокалист; - Джорджио Манзоли (итал. Giorgio Manzoli), Лелла Эспозито (итал. Lella Esposito), Линда Уэслей (англ. Linda Wesley, Лино Росси (итал. Lino Rossi) — бэк-вокал; - Нэйми Хакетт (англ. Naimy Hackett), Паоло Стеффан (итал. Paolo Steffan), Ренато Парети (итал. Renato Pareti), Сильвано Фоссати (итал. Silvano Fossati) — бэк-вокал; - Мики Дель Прете (итал. Miki del Prete) — продюсер; | - Габриэле Мелотти (итал. Gabriele Melotti) — ударные; - Паоло Стеффан (итал. Paolo Steffan) — гитара; - Франко Бернарди (итал. Franco Bernardi) — бас-гитара; - Пинуччо Пираццоли (итал. Pinuccio Pirazzoli) — гитара, аранжировки; - Гаетано Леандро (итал. Gaetano Leandro) — синтезатор; - Джанфранко Лонго (итал. Gianfranco Longo) — инженер; - Антонио Пизанелло (итал. Antonio Pisanello) — ассистент инженера. |